# James Playfair McMurrich

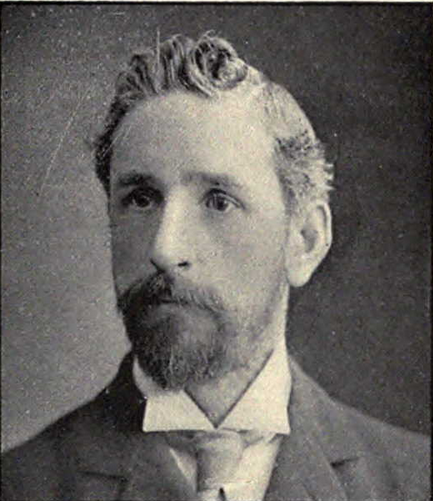
James Playfair McMurrich

James Playfair McMurrich (* 16. Oktober 1859 in Toronto; † 9. Februar 1939 ebenda) war ein kanadischer Zoologe, Anatom und Medizinhistoriker.
McMurrich war der Sohn des Kaufmanns und Politikers John McMurrich (1804–1883) und Bruder von William Barclay McMurrich, der 1881/82 Bürgermeister von Toronto war. James Playfair McMurrich studierte an der University of Toronto mit dem Bachelor-Abschluss 1879 und dem  Master-Abschluss 1881 und wurde 1885 an der Johns Hopkins University promoviert. Von 1881 bis 1884 war er Professor für Biologie und Gartenbau am Ontario Agricultural College  (University of Guelph), von 1884 bis 1996 Instructor für Säugetieranatomie an der Johns Hopkins University, von 1886 bis 1889 Professor für Biologie am Haverford College, von 1889 bis 1892 Assistent Professor  für Tiermorphologie an der Clark University,  von 1892 bis 1894 Professor für Biologie an der University of Cincinnati und er war von 1894 bis 1907 Professor für Anatomie in der Abteilung Homöopathie der University of Michigan (eine erste Berufung auf den Anatomie-Lehrstuhl der Yale University hatte er zuvor abgelehnt, da er dies damals noch außerhalb seines eigentlichen Kompetenzgebiets fand). Von 1907 bis zur Emeritierung 1930 war er Professor für Anatomie an der University of Toronto. Von 1920 bis 1930 war er dort der erste Dekan der School of Graduate Studies und wesentlich am Ausbau der Forschung an der Universität beteiligt. Er starb an einer koronaren Thrombose, als er noch wissenschaftlich aktiv war.
Neben vergleichender Anatomie der Wirbellosen und Embryologie und Anatomie des Menschen befasste er sich auch mit Geschichte der Anatomie, zum Beispiel den anatomischen Skizzenbüchern von Leonardo da Vinci. Er hinterließ ein Manuskript zur Geschichte der Anatomie. Er vertrat die Meinung, dass Anatomie am besten in der Praxis und nicht mit Lehrbüchern gelernt werden sollte. Von ihm stammt ein damals als Standardwerk geltendes Lehrbuch der menschlichen Embryologie.
Er war Fellow der Royal Society of Canada und 1922/23 deren Präsident. 1922 war er Präsident der American Association for the Advancement of Science und 1933 Präsident der History of Science Society. 1939 erhielt er die Flavelle Medal der Royal Society of Canada.
Er war Ehrendoktor der University of Michigan (1912), University of Cincinnati (1923)  und University of Toronto (1931).

## Bücher
- A text-book of invertebrate morphology, New York: Holt and Company, 1894
- The Development of the Human Body: A Manual of Human Embryology, 1902, 4. Auflage, Philadelphia: Blakiston & Sons, 1914
- mit George A.Piersol, Thomas Dwight, Carl A.Hamann, J. William White: Human anatomy, including structure and development and practical considerations, 4. Auflage, Philadelphia, London: Lippincott, um 1911
- mit Johannes Svoboda: Atlas and text-book of human anatomy, Philadelphia: Saunders 1914
- Leonardo da Vinci: the anatomist, Baltimore Carnegie Institution of Washington,  Williams & Wilkins Company 1930